# Seznam fakult podle vysokých škol v Česku
Toto je seznam fakult vysokých škol v Česku seřazených podle jednotlivých vysokých škol.

## Veřejné vysoké školy

### Univerzita Karlova
1. Právnická fakulta, Praha 1
2. Pedagogická fakulta, Praha 1
3. Filozofická fakulta, Praha 1
4. Evangelická teologická fakulta, Praha 1
5. Fakulta sociálních věd, Praha 1
6. Přírodovědecká fakulta, Praha 2
7. Matematicko-fyzikální fakulta, Praha 2
8. 1. lékařská fakulta, Praha 2
9. 2. lékařská fakulta, Praha 5
10. Fakulta humanitních studií, Praha 5
11. Katolická teologická fakulta, Praha 6
12. Fakulta tělesné výchovy a sportu, Praha 6
13. Husitská teologická fakulta, Praha 4
14. 3. lékařská fakulta, Praha 10
15. Lékařská fakulta v Hradci Králové, Hradec Králové
16. Farmaceutická fakulta v Hradci Králové, Hradec Králové
17. Lékařská fakulta v Plzni, Plzeň

### Masarykova univerzita
1. Právnická fakulta, Brno
2. Lékařská fakulta, Brno
3. Přírodovědecká fakulta, Brno
4. Filozofická fakulta, Brno
5. Pedagogická fakulta, Brno
6. Farmaceutická fakulta, Brno
7. Ekonomicko-správní, Brno
8. Fakulta informatiky, Brno
9. Fakulta sociálních studií, Brno
10. Fakulta sportovních studií, Brno

### Univerzita Palackého v Olomouci
1. Cyrilometodějská teologická fakulta, Olomouc
2. Filozofická fakulta, Olomouc
3. Právnická fakulta, Olomouc
4. Lékařská fakulta, Olomouc
5. Pedagogická fakulta, Olomouc
6. Přírodovědecká fakulta, Olomouc
7. Fakulta tělesné kultury, Olomouc
8. Fakulta zdravotnických věd, Olomouc

### Jihočeská univerzita v Českých Budějovicích
1. Pedagogická fakulta, České Budějovice
2. Zemědělská fakulta, České Budějovice
3. Přírodovědecká fakulta, České Budějovice
4. Teologická fakulta, České Budějovice
5. Zdravotně sociální fakulta, České Budějovice
6. Filozofická fakulta, České Budějovice
7. Ekonomická fakulta, České Budějovice
8. Fakulta rybářství a ochrany vod, České Budějovice

### Západočeská univerzita v Plzni
1. Fakulta strojní, Plzeň
2. Fakulta elektrotechnická, Plzeň
3. Fakulta pedagogická, Plzeň
4. Fakulta aplikovaných věd, Plzeň
5. Fakulta ekonomická, Plzeň
6. Fakulta právnická, Plzeň
7. Fakulta filozofická, Plzeň
8. Fakulta zdravotnických studií, Plzeň
9. Fakulta designu a umění Ladislava Sutnara, Plzeň

### Univerzita Jana Evangelisty Purkyně v Ústí nad Labem
1. Pedagogická fakulta, Ústí nad Labem
2. Fakulta sociálně ekonomická, Ústí nad Labem
3. Fakulta životního prostředí, Ústí nad Labem
4. Fakulta umění a designu, Ústí nad Labem
5. Přírodovědecká fakulta, Ústí nad Labem
6. Filozofická fakulta, Ústí nad Labem
7. Fakulta strojního inženýrství, Ústí nad Labem
8. Fakulta zdravotnických studií, Ústí nad Labem

### Univerzita Hradec Králové
1. Pedagogická fakulta, Hradec Králové
2. Fakulta informatiky a managementu, Hradec Králové
3. Filozofická fakulta, Hradec Králové
4. Přírodovědecká fakulta, Hradec Králové

### Ostravská univerzita
1. Pedagogická fakulta, Ostrava
2. Filozofická fakulta, Ostrava
3. Přírodovědecká fakulta, Ostrava
4. Fakulta umění, Ostrava
5. Fakulta sociálních studií, Ostrava
6. Lékařská fakulta, Ostrava

### Slezská univerzita v Opavě
1. Filozoficko-přírodovědecká fakulta, Opava
2. Fakulta veřejných politik, Opava
3. Obchodně podnikatelská fakulta, Karviná

### Univerzita Tomáše Bati ve Zlíně
1. Fakulta technologická, Zlín
2. Fakulta managementu a ekonomiky, Zlín
3. Fakulta multimediálních komunikací, Zlín
4. Fakulta aplikované informatiky, Zlín
5. Fakulta humanitních studií, Zlín
6. Fakulta logistiky a krizového řízení, Uherské Hradiště

### Veterinární univerzita Brno
1. Fakulta veterinárního lékařství, Brno
2. Fakulta veterinární hygieny a ekologie, Brno

### Vysoká škola ekonomická v Praze
1. Národohospodářská fakulta, Praha 3
2. Fakulta podnikohospodářská, Praha 3
3. Fakulta mezinárodních vztahů, Praha 3
4. Fakulta financí a účetnictví, Praha 3
5. Fakulta informatiky a statistiky, Praha 3
6. Fakulta managementu, Jindřichův Hradec

### České vysoké učení technické v Praze
1. Fakulta stavební, Praha 6
2. Fakulta strojní, Praha 6
3. Fakulta elektrotechnická, Praha 6
4. Fakulta architektury, Praha 6
5. Fakulta informačních technologií, Praha 6
6. Fakulta jaderná a fyzikálně inženýrská, Praha 1
7. Fakulta dopravní, Praha 1
8. Fakulta biomedicínského inženýrství, Kladno

### Vysoké učení technické v Brně
1. Fakulta stavební, Brno
2. Fakulta strojního inženýrství, Brno
3. Fakulta chemická, Brno
4. Fakulta architektury, Brno
5. Fakulta elektrotechniky a komunikačních technologií, Brno
6. Fakulta informačních technologií, Brno
7. Fakulta podnikatelská, Brno
8. Fakulta výtvarných umění, Brno

### Vysoká škola báňská – Technická univerzita Ostrava
1. Hornicko-geologická fakulta, Ostrava
2. Fakulta strojní, Ostrava
3. Fakulta materiálově-technologická, Ostrava
4. Fakulta ekonomická, Ostrava
5. Fakulta elektrotechniky a informatiky, Ostrava
6. Fakulta stavební, Ostrava
7. Fakulta bezpečnostního inženýrství, Ostrava

### Technická univerzita v Liberci
1. Fakulta strojní, Liberec
2. Fakulta textilní, Liberec
3. Fakulta přírodovědně-humanitní a pedagogická, Liberec
4. Ekonomická fakulta, Liberec
5. Fakulta umění a architektury, Liberec
6. Fakulta mechatroniky, informatiky a mezioborových studií, Liberec
7. Fakulta zdravotnických studií, Liberec

### Univerzita Pardubice
1. Fakulta chemicko-technologická, Pardubice
2. Fakulta ekonomicko-správní, Pardubice
3. Dopravní fakulta Jana Pernera, Pardubice
4. Fakulta filozofická, Pardubice
5. Fakulta zdravotnických studií, Pardubice
6. Fakulta elektrotechniky a informatiky, Pardubice
7. Fakulta restaurování, Litomyšl

### Vysoká škola chemicko-technologická v Praze
1. Fakulta chemické technologie, Praha 6
2. Fakulta potravinářské a biochemické technologie, Praha 6
3. Fakulta technologie ochrany prostředí, Praha 6
4. Fakulta chemicko-inženýrská, Praha 6

### Česká zemědělská univerzita v Praze
1. Fakulta lesnická a dřevařská, Praha 6
2. Fakulta agrobiologie, potravinových a přírodních zdrojů, Praha 6
3. Technická fakulta, Praha 6
4. Provozně ekonomická fakulta, Praha 6
5. Fakulta životního prostředí, Praha 6
6. Fakulta tropického zemědělství, Praha 6

### Mendelova univerzita v Brně
1. Agronomická fakulta, Brno
2. Lesnická a dřevařská fakulta, Brno
3. Provozně ekonomická fakulta, Brno
4. Fakulta regionálního rozvoje a mezinárodních studií, Brno
5. Zahradnická fakulta, Lednice

### Akademie múzických umění v Praze
1. Hudební a taneční fakulta, Praha 1
2. Divadelní fakulta, Praha 1
3. Filmová a televizní fakulta, Praha 1

### Janáčkova akademie múzických umění
1. Hudební fakulta, Brno
2. Divadelní fakulta, Brno

## Státní vysoké školy

### Univerzita obrany
1. Fakulta vojenského leadershipu, Brno
2. Fakulta vojenských technologií, Brno
3. Vojenská lékařská fakulta, Hradec Králové

### Policejní akademie České republiky v Praze
1. Fakulta bezpečnostně právní, Praha 4
2. Fakulta bezpečnostního managementu, Praha 4

## Soukromé vysoké školy

### Vysoká škola finanční a správní,a.s.
1. Fakulta ekonomických studií
2. Fakulta právních a správních studií

## Zahraniční vysoké školy

### Hornoslezská vysoká škola obchodní v Katovicích
1. Zahraniční fakulta, Ostrava

### Vysoká škola Humanitas v Sosnovci
1. Fakulta společenských studií, Vsetín

### Vysoká škola Jagiellońská v Toruni
1. Fakulta veřejnosprávních a ekonomických studií v Uherském Hradišti, Vysoká škola Jagiellonská v Toruni, Uherské Hradiště

### Vysoká škola manažerská ve Varšavě
1. Fakulta Jana Amose, Karviná